# Lois Lane
Lois Lane  és un personatge fictici dels còmics de Superman, sent el principal amor del superheroi de DC Comics. Va ser creada per l'escriptor Jerry Siegel i l'artista Joe Shuster, tot apareixent per primer cop en el número 1 d'Action Comics, publicat el 18 d'abril de 1938 (amb data de portada juny del 1938).
Lois és la vessant romàntica més destacada de Superman, i durant quinze anys en la continuïtat de DC Comics, era la seva esposa. Igual que l'àlter ego de Superman, Clark Kent, ella és una periodista del Daily Planet, el diari de la ciutat de Metròpolis.

## Biografia de ficció
L'aparença física de Lois es va basar originalment en Joanne Carter, una model contractada per Siegel i Shuster que més tard es casaria amb el primer. Quant a la seua personalitat, els creadors es van basar en el personatge de Torchy Blane, una reportera que protagonitzava diverses pel·lícules a la dècada dels 30. Siegel va prendre el nom de l'actriu Lola Lane, qui va interpretar Torchy. També hi ha referències a la periodista, en aquest cas real, Nellie Bly.
Les representacions de Lois Lane han variat des que el seu personatge va ser creat el 1938, abastant els més de setanta anys d'història de la sèrie de còmics Superman, així com les successives adaptacions a altres mitjans. Durant la coneguda com Edat de plata dels còmics, va ser l'estrella de Superman's Girl Friend, Lois Lane, un còmic amb to lleuger i frívol. No obstant això, en la versió original de l'Edat Daurada dels còmics, així com les versions que s'han plantejat des de la dècada dels 70, ens pinta una Lois Lane d'intrèpida i dura periodista, i amb una intel·ligència similar a la de Superman.
El que sí que s'ha mantingut al llarg de la trajectòria històrica del personatge és la Lois Lane com l'interès amorós més destacat del superheroi, esdevenint per a molts seguidors un veritable arquetip de la representació de l'amor en els còmics.
Lois Lane va estar classificada en la 78a posició dins de l'escalafó 100 Sexiest Women (Les 100 dones més atractives del còmic), de Comics Buyer's Guide.

## Història del personatge
Els aspectes de la personalitat de Lois han variat al llarg dels anys (tot depenent de com els guionistes han manejat el personatge i dels canvis en la societat estatunidenca en l'actitud cap a les dones), però en la majoria de les encarnacions ha estat descrita com una persona decidida i tenaç, tant si prova de batre al reporter rival Clark Kent amb una bona història periodística o quan alterna elaborades estratègies per convèncer a Superman perquè es case amb ella i demostrar als altres les seues sospites sobre Clark. De fet, això es va convertir en marca registrada dels comics de Superman durant les dècades dels 50 i 60. A la vegada, tradicionalment ha mantingut una actitud freda cap Clark, atès que en la seua opinió empal·lidia en comparació amb l'àlter ego superheroïc. També ha estat retratada com una damisela en dificultats.
L'aparença de Lois ha variat al llarg dels anys, en funció tant en la moda vigent com de les adaptacions dels mitjans de comunicació. Per exemple, a mitjans de la dècada de 1990, quan la sèrie Lois and Clark va començar a emetre's, Lois va lluir un tallat de cabells que la feia semblar més a l'actriu Teri Hatcher, mentre els seus ulls eren típicament violetes perquè coincidira amb els de la Lois Lane de la sèrie de dibuixos animats televisiva Superman: The Animated Series després que aquesta iniciara les seues emissions. Tradicionalment, Lois té els cabells negres, encara que per un període entre finals dels 80 i finals dels 90, va adoptar cabells marrons al còmic.
Lois és la filla d'Ellen (alternativament Ella) i de Sam Lane. En els còmics anteriors, els seus pares eren grangers d'un poble anomenat Pittsdale; en canvi, en els còmics moderns es va presentar a Sam com un soldat retirat, amb la qual cosa Lois havia passat la seua infància en bases de l'exèrcit (va nàixer a la Base Aèria de Ramstein). Sam Lane va entrenar la seua filla en diverses tècniques com la lluita cos a cos i en l'ús d'armes de foc.
En moltes versions de Superman, es mostra a Lois Lane com una gran reportera d'investigació, de les millors de la ciutat i l'estrella del diari on treballa. Per contra, tot i ser brillant, generalment és incapaç de veure que Clark Kent és Superman, encara la senzilla disfressa i les ulleres i a pesar que el personatge és propera al superheroi. A vegades, particularment en les històries de l'Edat d'Argent, Lois sospita que Clark és Superman, però sovint falla a l'hora de demostrar-lo. Estes contradiccions donen peu a situacions humorístiques.
Després que Clark revel·le la seua veritable identitat a Lois Lane, el superheroi li proposa matrimoni, tot casant-se en l'especial Superman: The Wedding Album publicat al desembre de 1996. Ella conservaria el seu cognom de soltera per motius professionals.